# Лопес Торронтеги, Мигель
Мигель Лопес Торронтеги (исп. Miguel López Torrontegui; 14 июля 1913, Мелилья — 2 апреля 2000) — испанский футболист баскского происхождения, нападающий. Всю карьеру провёл в составе «Севильи».

## Биография и игровая карьера
Родился 14 июля 1913 года в городе Мелилья, где его семья, переехавшая ранее из Бильбао, владела несколькими рудниками. Карьеру футболиста начал в любительской команде школы, в которой обучался, а в возрасте 17 лет перешёл в «Малагу». Изначально его родители были против спортивной карьеры сына, требуя от него получения инженерного образования.
Летом 1932 года «Малага» провела товарищеский матч против «Севильи», игровые способности Торронтеги произвели впечатление на наставника соперников, и спортсмен вскоре подписал контракт с «Севильей». В составе коллектива Мигель стал обладателем двух Кубков короля (в 1935 и 1939 годах). В 1942 году 29-летний спортсмен принял решение завершить карьеру. 2 апреля 2000 года экс-футболист скончался в Севилье в возрасте 86 лет.

## Интересные факты
В 1960 году Торронтеги, помимо футбола увлекавшийся академической греблей, стал инициатором проведения регаты между экипажами «Севильи» и «Бетиса» на реке Гвадалквивир. В настоящее время эти соревнования проводятся ежегодно во вторую субботу ноября.